# La Fin des fantômes
Pour l’article homonyme, voir The Ghost Breaker.
Pour plus de détails, voir Fiche technique et Distribution.
La Fin des fantômes (The Ghost Breaker) est un film américain réalisé par Alfred E. Green et sorti en 1922, d'après une pièce de théâtre qui avait déjà été adaptée en 1914 par Oscar Apfel et Cecil B. DeMille.

## Synopsis
Maria Theresa, une héritière, demande l'aide de Warren Jarvis et de son serviteur Rusty Snow pour chasser les fantômes qui hanteraient son manoir. En réalité, il s'agit d'une machination du Duc d'Alba, qui souhaite effrayer la jeune femme pour lui dérober l'or que son père avait caché chez lui.

## Fiche technique
- Titre : La Fin des fantômes
- Titre original : The Ghost Breaker
- Réalisation : Alfred E. Green
- Scénario : Walter DeLeon, adaptation Jack Cunningham d'après la pièce The Ghost Breaker de Paul Dickey et Charles W. Goddard
- Producteurs : Adolph Zukor, Jesse L. Lasky
- Photographie : William Marshall
- Genre : Comédie romantique[1]
- Production : Famous Players-Lasky
- Distributeur : Paramount Pictures
- Durée : 57 minutes
- Date de sortie : 15 octobre 1922

## Distribution

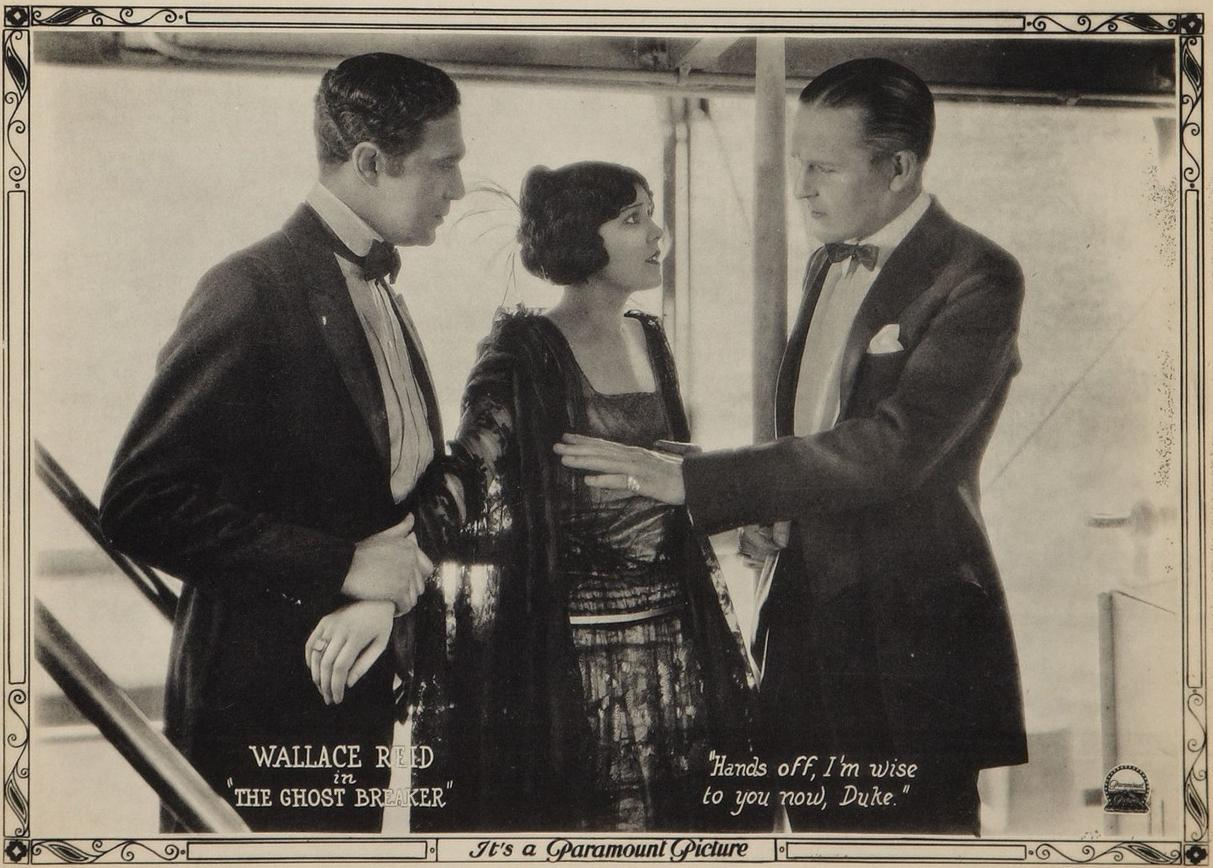
Arthur Edmund Carewe, Lila Lee et Wallace Reid dans une scène du film

- Wallace Reid : Warren (Walter) Jarvis, ghost breaker
- Lila Lee : Maria Theresa
- Walter Hiers (blackface) : Rusty Snow
- Arthur Edmund Carewe : Duke D'Alba
- J. Farrell MacDonald : Sam Marcum
- Frances Raymond : tante Mary Jarvis
- Snitz Edwards : Maurice
- Richard Arlen : un fantôme (non crédité)
- Mervyn LeRoy : un fantôme (non crédité)
- George O'Brien : un fantôme (non crédité)